# Лин Олександр Петрович
Олекса́ндр Петро́вич Ли́н (18 червня 1970 — 4 червня 2019) — старший солдат Збройних сил України, учасник Російсько-української війни.

## Життєпис
Народився 1970 року в селі Авдотівка (Софіївський район, Дніпропетровська область. 1987 року закінчив Новоюлівську середню школу, вступив до Жданівської морехідної школи (Маріуполь), здобув спеціальність «матрос-моторист». Після закінчення навчання його одразу було призвано на строкову службу, проходив з 1988 до 1990 року у пожежній службі Москви. Повернувшись додому, допомагав батькові з пасікою, але незабаром одружився. З 1991-го мешкав у місті Кривий Ріг (Довгинцівський район) — переїхав із дружиною, влаштувався працювати на «Криворіжсталь». На заводі працював 29 років вогнетривником у мартенівському цеху. Полюбляв риболовлю та намагався привчити до цієї справи донечок; мав «золоті руки», міг полагодити будь-що у хаті. З дружиною розлучився у січні 2019 року, але вони підтримували дружні стосунки.
30 січня 2019 року підписав контракт на військову службу, навчання проходив у 356-му навчальному артилерійському полку; старший солдат, старший навідник мінометного взводу мінометної батареї механізованого батальйону 17-ї танкової бригади.
4 червня 2019 року загинув в передвечірню пору від множинних осколкових поранень поблизу села Гранітне (Волноваський район) — внаслідок обстрілу з ПТРК військового автомобіля ГАЗ-66, яким здійснювалася доставка харчових продукті на позиції підрозділу. Тоді ж поліг молодший сержант Едуард Лазарєв.
8 червня 2019 року похований в селі Авдотівка біля могили батька.
Без Олександра лишились мама, брат, сестра та дві доньки 1993 й 2005 р. н.

## Нагороди та вшанування
- Указом Президента України № 625/2019 від 23 серпня 2019 року за «особисту мужність і самовіддані дії, виявлені у захисті державного суверенітету та територіальної цілісності України» — нагороджений орденом «За мужність» III ступеня (посмертно)[3].